# Elaphoglossum pusillum
Elaphoglossum pusillum är en träjonväxtart som först beskrevs av Georg Heinrich Mettenius och Oskar Kuhn, och fick sitt nu gällande namn av Carl Frederik Albert Christensen. Elaphoglossum pusillum ingår i släktet Elaphoglossum och familjen Dryopteridaceae. Inga underarter finns listade.